# Challenge Handshake Authentication Protocol
CHAP (ang. Challenge Handshake Authentication Protocol) – jeden z dwóch obok PAP sposobów uwierzytelniania w PPP. CHAP zapewnia węzłom zgłaszanie swojej tożsamości za pomocą trójfazowego uzgadniania. CHAP jest bezpiecznym protokołem uwierzytelniania, zapewnia ochronę przed atakami wykorzystującymi podsłuch transmisji, wykorzystuje MD5. Jest preferowany jako uwierzytelnianie w PPP.
Protokół CHAP został zdefiniowany w RFC 1994 ↓. Inne protokoły uwierzytelniania dla PPP określono w RFC 1334 ↓.
Algorytm:
1. Po nawiązaniu połączenia modemowego serwer dokonujący uwierzytelniania wysyła komunikat wzywający klienta.
2. Klient hashuje komunikat wezwania serwera ze swoim hasłem użytkownika i przesyła do serwera.
3. Serwer sprawdza odpowiedź dokonując tego samego obliczenia co klient. Jeżeli wszystko się powiedzie, wysyłane jest potwierdzenie udanego uwierzytelnienia.
4. W losowych odstępach czasu serwer wysyła nowe wezwania do klienta i kroki 1 do 3 są powtarzane.

W systemie Linux nazwy użytkowników i hasła są przechowywane w pliku
```
/etc/ppp/chap-secrets
```

Może on wyglądać tak:
```
# nazwa klient      nazwa serwera hasło
kpn                 *             kpn
user3579@planet.nl  *             myfavoritepet
```

Protokół CHAP wykorzystuje funkcje mieszającą MD5, natomiast protokół MS-CHAP – MD4.